# Flora of South Australia. Edition 3
Flora of South Australia. Edition 3 (abreviado Fl. S. Austral. (ed. 3) o Fl. S. Austral. (J.M. Black), ed. 3.) es una revista ilustrada con descripciones botánicas que fue editada, en sus comienzos, por el botánico escocés que emigra a Australia en 1877; que documentaría e ilustraría miles de especímenes de la flora del sur de Australia a principios del siglo XX, John McConnell Black, esta edición fue editada y revisada por John Peter Jessop. Fue publicada en el año 1978. Fue precedida por Flora of South Australia. Edition 2 y reemplazada por Flora of South Australia. Edition 4.